# Worotynez
Worotynez (russisch Вороты́нец) ist eine Siedlung städtischen Typs in der Oblast Nischni Nowgorod in Russland mit 6451 Einwohnern (Stand 14. Oktober 2010).

## Geographie

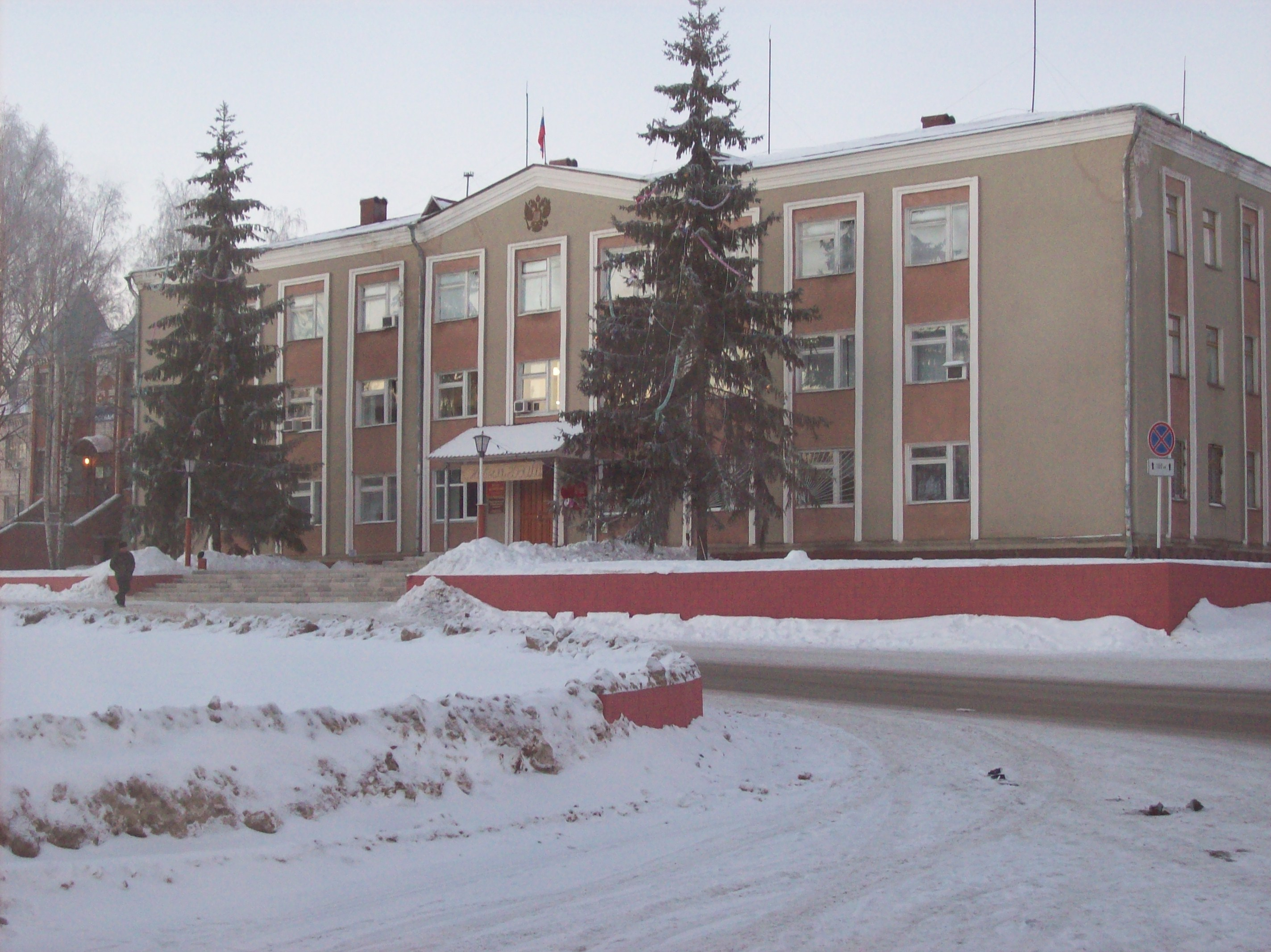
Gebäude der Rajonverwaltung

Der Ort liegt etwa 120 km Luftlinie ostsüdöstlich des Oblastverwaltungszentrums Nischni Nowgorod unweit der Grenze zu den Republiken Mari El und Tschuwaschien. Er befindet sich am Flüsschen Gremjatschka, das wenig nordwestlich in die Tschugunka mündet, und diese wiederum etwa 8 km nordöstlich in den Tscheboksarsker Stausee der Wolga, der dort den früheren Unterlauf der Sura umfasst.
Worotynez ist Verwaltungszentrum des Rajons Worotynski sowie Sitz und einzige Ortschaft der Stadtgemeinde (gorodskoje posselenije) Rabotschi possjolok Worotynez.

## Geschichte
Der Ort wurde als Dorf erstmals 1620 urkundlich erwähnt (nach anderen Angaben bereits 1552 im Zusammenhang mit dem Moskau-Kasan-Kriegen). Sein Name hat Bezug zum Ende des 17. Jahrhunderts erloschenen Adelsgeschlecht Worotynski. Worotynez gehörte ab dem 18. Jahrhundert zum  Ujesd Wassilsursk des Gouvernements Nischni Nowgorod, ab 1923 zum neugebildeten Ujesd Lyskowo.
Mit der Auflösung der Ujesde wurde Worotynez 1929 Verwaltungssitz eines nach ihm benannten Rajons. Im November 1964 erhielt der Ort den Status einer Siedlung städtischen Typs.

### Bevölkerungsentwicklung
| Jahr | Einwohner |
| ---- | --------- |
| 1897 | 2509      |
| 1939 | 3969      |
| 1959 | 3476      |
| 1970 | 4140      |
| 1979 | 5231      |
| 1989 | 7006      |
| 2002 | 6719      |
| 2010 | 6451      |

Anmerkung: Volkszählungsdaten

## Verkehr
Am südlichen Rand der Siedlung verläuft die föderale Fernstraße M7 Wolga von Moskau über Nischni Nowgorod und Kasan nach Ufa und Perm. Nach Süden zweigt die Regionalstraße 22K-0046 in die Rajonzentren Spasskoje und Sergatsch ab.
Im 60 km entfernten Sergatsch sowie in Pilna, etwas östlicher und näher, befinden sich an der Strecke Moskau – Kasan – Jekaterinburg auch die nächstgelegenen Bahnstationen.